# 이주나
이주나(1972년 4월 12일 ~ )는   대한민국의 배우이다.

## 주요 이력
1989년 4월에 미스 롯데 첫 데뷔하였고 같은 해(1989년) 7월에, 영화 《새앙쥐 상륙 작전》의 단역을 통하여 영화배우에 데뷔, 9월에는 KBS 2TV 드라마 《절반의 실패》에 단역 출연하였다. 
고등학교 졸업(1990년) 후 재수 중이었던 1991년 SBS 공채 1기 탤런트 시험에 합격했으며   다음 해 청주대학교 연극영화과 92학번으로 입학했고   한동안 개인 사정 때문에 연기 활동을 중단하기도  했다.

## 학력
- 서울잠실초등학교
- 동덕여자중학교
- 서울세종고등학교
- 청주대학교

## 출연 작품

### 영화
- 1989년 《새앙쥐 상륙 작전》
- 1994년 《사랑하기 좋은 날》
- 1997년 《스카이 닥터》
- 2005년 《첼로》
- 2008년 《사랑과 전쟁: 열두번째 남자》
- 2009년 《섹스 볼란티어: 공공연한 비밀 첫 번째 이야기》

### 드라마
| 연도 | 방송사 | 제목                        | 역할     | 비고 |
| ---- | ------ | --------------------------- | -------- | ---- |
| 1991 | SBS    | 유심초                      | 정순옹주 |      |
| 1992 | MBC    | 우리들의 천국               | 김찬미   |      |
| 1993 | MBC    | 당신 없는 행복이란          |          |      |
| 1993 | MBC    | 자매들                      |          |      |
| 1994 | EBS1   | 언제나 푸른 마음            |          |      |
| 1994 | SBS    | 도깨비가 간다               |          |      |
| 1994 | SBS    | 여태 뭘 했수                | 김유강   |      |
| 1995 | KBS2   | 서궁                        |          |      |
| 1995 | KBS1   | 김구                        |          |      |
| 1995 | SBS    | 째즈                        |          |      |
| 1995 | SBS    | 코리아게이트                |          |      |
| 1995 | SBS    | 까치네                      |          |      |
| 1996 | KBS2   | 원지동 블루스               |          |      |
| 1996 | KBS1   | 용의 눈물                   |          |      |
| 1997 | MBC    | 남자 셋 여자 셋             |          |      |
| 1997 | MBC    | 전원일기                    | 신지희   | 단역 |
| 1997 | MBC    | 신데렐라                    |          |      |
| 1999 | SBS    | 미우나 고우나               |          |      |
| 1999 | SBS    | 흐린 날에 쓴 편지           |          |      |
| 1999 | SBS    | 젊은 태양                   |          |      |
| 1999 | KBS2   | 유정                        |          |      |
| 2000 | MBC    | 전원일기                    | 방장숙   | 단역 |
| 2000 | iTV    | 헬로우 닥터                 |          |      |
| 2000 | SBS    | 골뱅이                      |          |      |
| 2000 | KBS2   | 부부 클리닉                 |          |      |
| 2001 | KBS2   | 드라마 시티 - C.S. 흉부외과 |          |      |
| 2003 | SBS    | 해 뜨는 집                  | 서일화   |      |
| 2010 | MBC    | 역전의 여왕                 | 봉미금   |      |